# Physetopoda
Physetopoda — род ос-немок из подсемейства Mutillinae.

## Распространение
Палеарктика, в Европе 15 видов. Для СССР указывалось около 13 видов.

## Описание
Как правило, мелкие пушистые осы (4-12). Наличник самок с подогнутой вершиной и хорошо заметным поперечным килем. Пигидальное поле развито слабо, сужается к основанию. У самцов 13-члениковые усики, у самок — 12-члениковые. Тело в густых волосках. Самка осы пробирается в чужое гнездо и откладывает яйца на личинок хозяина, которыми кормятся их собственные личинки.

## Систематика
В Палеарктике 25 видов.

### Виды Европы
- Physetopoda cingulata (Costa, 1858)
- Physetopoda daghestanica (Radoszkowski, 1885)
- Physetopoda fusculina (Invrea, 1955)
- Physetopoda halensis (Fabricius, 1787)
- Physetopoda ligustica (Invrea, 1951)
- Physetopoda lucasii (Smith, 1855)
- Physetopoda mendizabali (Suárez, 1956)
- Physetopoda punctata (Latreille, 1792)
- Physetopoda pusilla (Klug, 1835)
- Physetopoda rufosquamulata (André, 1903)
- Physetopoda scutellaris (Latreille, 1792)
- Physetopoda sericeiceps (André, 1901)
- Physetopoda similis (Lelej, 1984)
- Physetopoda trioma (Invrea, 1955)
- Physetopoda turgajensis (Lelej, 1984)

### Другие виды
- Physetopoda asiatica (Lelej, 1984)
- Physetopoda betpakdalensis (Lelej, 1984)
- Physetopoda daghestanica  (Radoszkowski, 1885)
- Physetopoda deserta  (Lelej, 1984)
- Physetopoda gorbatovskii  (Lelej, 1984)
- Physetopoda halensis (Fabricius, 1787)
- Physetopoda hissarica (Lelej, 1984)
- Physetopoda kermanensis  (Lelej, 1984)
- Physetopoda kozlovi  (Lelej, 1976)
- Physetopoda oratoria (Chen, 1957)
  - =Physetopoda eoa (Lelej, 1977) (Smicromyrme)
- Physetopoda portschinskii  (Radoszkowski, 1888)
- Physetopoda rubrocincta  (Lucas, 1849)
- Physetopoda turgajensis  (Lelej, 1984)
- Physetopoda unicincta (Lucas, 1849)